# 커펠라 대학교
커펠라 대학교(Capella University)는 미국 미네소타주 미니애폴리스에 있는 사립 대학대학이다. 1993년 첫 개교되었다.